# Parafia św. Andrzeja Boboli w Gąsiorach
Parafia św. Andrzeja Boboli – parafia rzymskokatolicka w Gąsiorach, w gminie Ulan-Majorat.
Parafia erygowana w 1938. Obecny kościół został wybudowany obok pierwotnego kościoła drewnianego z 1941 roku, w latach 1997–2001 przez ks. kanonika Sylwestra Borkowskiego.
Obecnie, od 1 września 2016, proboszczem parafii jest ks. kan. Piotr Trochimiak.

## Zasięg parafii
Do parafii należą wierni z miejscowości: Gąsiory, Główne, Jaski, Zakrzew, oraz częściowo Żyłki, Kępki, Paskudy i Rzymy-Rzymki.